# AlgaeBase
AlgaeBase est une base de données en ligne de taxonomie sur les espèces de tous les groupes d'algues, ainsi que sur les espèces des groupes de plantes à fleurs présentes dans les herbiers marins.

## Histoire
AlgaeBase est créée en 1996 à partir du site sur les algues du phycologue irlandais Michael Guiry pour devenir une base de données sur les algues du monde entier, qu'il s'agisse d'algues d'eau douce, terrestres, d'eau saumâtre ou marines,.
Le 30 décembre 2021, concernant le contenu d'AlgaeBase, le site officiel annonçait les chiffres suivants :
- Nombre d'espèces et de noms infraspécifiques : 164 595,
- Nombre d'images : 22 885,
- Nombre d'éléments bibliographiques : 63 398,
- Nombre de notices de répartition : 488 625.

Le projet est initialement financé par le ministère de l'Éducation et des Sciences d'Irlande et l'Union européenne dans le cadre du projet SeaweedAfrica, et plus récemment par un sponsor de l'industrie en Irlande, Ocean Harvest Technology et diverses sociétés et organisations phycologiques.